# Porticus Deorum Consentium
Az ókori Rómában a Forum Romanumon, a Vespasianus temploma és a clivus Capitolinus útja közötti szabálytalan alakú területen volt a Consentes dii vagy Porticus Deorum Consentium részben újra felállított, oszlopcsarnokkal ékesített szent helye. 
A ma látható oszlopokat i. sz. 367-ben állították fel. Az oszlopok közt állt egykor Róma 12 legfőbb istenének képmása, Mars, Iuppiter, Neptunus, Vulcanus, Mercurius, Apollo, Iuno, Minerva, Venus, Ceres és Vesta.